# Орловецкий, Лев Моисеевич
Орловецкий Лев Моисеевич (1898, Кривой Рог, Херсонская губерния — 26 мая 1938, Хабаровск) — советский партийный деятель, председатель исполнительного комитета Харьковского окружного совета, и. о. 1-го секретаря Нижне-Амурского обкома ВКП(б).

## Биография
Родился в 1898 году в местечке Кривой Рог Херсонской губернии (ныне в Днепропетровской области) в семье горного десятника.
В 1908—1911 годах учился в еврейском хедере. В июне 1910 — августе 1916 года — продавец газетного магазина Гольденберга в Кривом Роге.
В августе 1916 — апреле 1918 года — сортировщик руды Тарапаковского рудника акционерного общества «Провидение», в апреле 1918 — мае 1919 года — безработный на бирже труда (Кривой Рог).
В мае-августе 1919 года — красноармеец батальона охраны при Криворожском уездном военкомате РККА. В августе 1919 — январе 1920 года — безработный. В январе-июне 1920 года — агент снабжения Гданцевской больницы (Кривой Рог).
Член РКП(б) с февраля 1920 года.
В июне-сентябре 1920 года — секретарь следственного отдела Екатеринославского губернского комитета КП(б)У.
В сентябре 1920 — июне 1922 года — инструктор политического отдела 9-й кавалерийской дивизии РККА на Южном фронте.
В июне 1922 — июле 1923 года — начальник клуба высшей повторной школы командного состава Украины (Харьков).
В июле 1923 — июле 1924 года — инструктор Петинского районного комитета КП(б)У города Харькова.
В июле 1924 — январе 1926 года — инструктор правления Харьковской центральной ревизионной комиссии.
В январе 1926 — мае 1927 года — инструктор Журавлёвского районного комитета КП(б)У города Харькова.
В мае 1927 — июне 1928 года — секретарь, председатель окружного исполнительного комитета советов рабочих, крестьянских и красноармейских депутатов Харьковского округа.
В июне 1928 — мае 1929 года — 1-й секретарь Михалпольского районного комитета КП(б)У Проскуровского округа.
В мае 1929 — июне 1930 года — 1-й секретарь Каменского районного комитета КП(б)У Запорожского округа.
В июне-декабре 1930 года — студент первого курса Харьковского машиностроительного института имени Ленина.
В декабре 1930 — апреле 1932 года — 1-й секретарь Крыжопольского районного комитета КП(б)У.
В апреле 1932 — декабре 1933 года — 1-й секретарь Мурованокуриловецкого районного комитета КП(б)В Винницкой области.
В декабре 1933 — феврале 1934 года — 1-й секретарь Ямпольского районного комитета КП(б)У Винницкой области.
В феврале 1934 — марте 1935 года — слушатель курсов марксизма-ленинизма в Москве, окончил один курс.
В марте 1935 — апреле 1936 года — 1-й секретарь Молотовского районного комитета ВКП(б) Уссурийской области Дальневосточного края.
С апреля 1936 года — инструктор отдела руководящих партийных органов Дальневосточного краевого комитета ВКП(б).
В октябре 1937 года — и. о. 1-го секретаря Нижне-Амурского областного комитета ВКП(б) Дальневосточного края.
23 октября 1937 года арестован органами НКВД. 26 мая 1938 года приговорён к расстрелу и в тот же день расстрелян в городе Хабаровске. Похоронен на Хабаровском городском кладбище.
Посмертно реабилитирован 5 июля 1957 года.